# صدام الجمل
صدام الجمل أو أبو رقية الأنصاري، قيادي في داعش وكان يعمل والي منطقة شرق الفرات في تنظيم داعش، وكان القائد الثوري للواء الشرقية إبان بدايات الثورة السورية ضد نظام الأسد وكان قيادات الجيش السوري الحر قبل انضمام لتنظيم الدولة الإسلامية بالعراق والشام (داعش) ، يتهم صدام الجمل بأنه أحد المشاركين بحرق الضابط الطيار الأردني معاذ الكساسبة.

## نبذة
ولد صدام عمر يحيى الجمل في مدينة البوكمال في شرق سوريا عام 1978م، لعائلة مكونة من 9 أفراد.
مع بدء أحداث الثورة السورية 2011 ضد نظام الأسد، شارك في المظاهرات التي كانت تُقام في مدينة البوكمال، وتعرض للاعتقال أكثر من مرة من قبل أجهزة الأمن السورية.
انخرط ضمن صفوف الجيش السوري الحر وكان من مؤسسي «لواء الله أكبر» في مدينة البوكمال، ومن قادة ألوية أحفاد الرسول وكان من المساهمين في السيطرة على مدينة البوكمال وطرد قوات النظام السوري البعثي منها في العام 2012، ثم نشبت خلافات بينه وبين تنظيم جبهة النصرة التي كان لها تواجد في المدينة، قتل ثلاثة من أخوته خلال المعارك التي خاضها ضد تنظيم جبهة النصرة، وهذا ما ولد عداءً شديداً بينه وبين جبهة النصرة.
عمل مع بعض فصائل المعارضة السورية المختلفة، وتنقل من فصيل معارض إلى آخر حتى رسا أخيراً عام 2013م مع تنظيم الدولة الإسلامية بالعراق والشام (داعش).
ظهر في نهاية عام 2013م في إصدار بثه تنظيم الدولة الإسلامية بالعراق والشام يتحدث عن علاقات وارتباطات فصيل الجيش السوري الحر بأجهزة مخابرات تابعة لدول عربية وإقليمية.
بعد بدء الخلاف بين الجيش السوري الحر والفصائل الإسلامية الأخرى مع تنظيم الدولة الإسلامية بالعراق والشام، وطرد تنظيم الدولة الإسلامية بالعراق والشام (داعش) من محافظة دير الزور بشكل كامل عام 2014م، خرج الجمل مع عناصر التنظيم هاربين إلى مدن الرقة والحسكة والمدن العراقية المجاورة للحدود السورية، وقام التنظيم بالاعتماد على صدام الجمل في العمليات العسكرية الهادفة للسيطرة على دير الزور، وخاصة محور المحافظة الشرقي من جهة مدينة البوكمال مسقط رأسه.
وكان أول هجوم للتنظيم على البوكمال بقيادة الجمل في خريف عام 2014 والذي فشل بالسيطرة على المدينة وتسبب الهجوم بمقتل 70 عنصراً من الجيش السوري الحر تم اعدام البعض منهم ميدانياً على يد صدام الجمل وعناصر التنظيم، كما تسببت المعارك بمقتل نادر الجمل، الأخ الأصغر لصدام وهو من عناصر التنظيم.
بعد محاولات عدة تمكن تنظيم الدولة الإسلامية بالعراق والشام (داعش)، من السيطرة على مدينة البوكمال في عام 2014 بعد أن بايعت قوات جبهة النصرة الموجودة في المدينة التنظيم، وأعلنتها ولاية تابعة للدولة الإسلامية بالعراق والشام (داعش) مما أتاح للجمل العودة والاستقرار داخل المدينة، وتنفيذ عمليات اعتقال وقتل طالت العديد من أعدائه السابقين، وخاصة المرتبطين بجبهة النصرة التي لم ينس قتلها لثلاثة من إخوته.

## اعتقاله
اعتقل مع مجموعة من قيادات تنظيم الدولة الإسلامية من قبل جهاز المخابرات التركي ووكالة الاستخبارات الأمريكية الCIA في عملية استخباراتية مشتركة داخل الأراضي السورية، وتم تسليمة لاحقا للمخابرات العراقية.

## وصلات خارجية
- حارق الكساسبة إلى الواجهة
- اعتقال القيادي صدام الجمل في داعش

## طالع أيضًا
- الشعيطات
- هجوم شرق سوريا 2014